# Alfred Spinks
Alfred Spinks FRS (Littleport, Cambridgeshire, 25 de fevereiro de 1917 – 11 de fevereiro de 1982) foi um químico e biologista britânico, presidente da Chemical Society em 1979-1980. Foi eleito Membro da Royal Society em 1977 e apontado Commander of the Most Excellent Order of the British Empire (CBE) em 1978.
Filho de Alfred Robert Spinks, gerente de uma cervejaria, e de Ruth Harley. Recebeu uma bolsa de estudos para a Soham Grammar School em 1932. Estudou química na Universidade de Nottingham e obteve as melhores notas no exame para um grau externo de BSc na Universidade de Londres.
Sparks foi morar em Londres a fim de obter um PhD em química no Imperial College London. Trabalhou com Ian Heilbron e A. W. Johnson, com foco na sintetização da vitamina A.